# Red Sonja (película de 2025)
Red Sonja es una película estadounidense por M. J. Bassett y guionizada por Tasha Huo, basada en el personaje de cómic del mismo nombre. Protagonizada por Matilda Lutz como el personaje principal, la película también incluye a Wallis Day, Robert Sheehan, Michael Bisping, Martyn Ford, Eliza Matengu, Rhona Mitra y Veronica Ferres.
La película se estrenó en Rusia el 31 de julio de 2025 y recibió un estreno limitado en cines en los Estados Unidos el 13 de agosto por Samuel Goldwyn Films.

## Sinopsis
Esclavizada por un tirano malvado que desea destruir a su pueblo, la cazadora bárbara Red Sonja debe unir a un grupo de guerreros improbables para enfrentarse a Dragan El Magnífico y su novia mortal, Annisia la Oscura.

## Reparto
- Matilda Lutz como Red Sonja
- Wallis Day como Annisia la Oscura
- Robert Sheehan como Dragan el Magnífico[5]
- Michael Bisping como Halcón
- Martyn Ford como el general Karlak
- Eliza Matengu como Amarak
- Veronica Ferres como Ashera y la madre de Red Sonja
- Katrina Durden como Saevus
- Manal El-Feitury como Ayala[6]

Además, Rhona Mitra, Kate Nichols y Danica Davis fueron elegidas para papeles no revelados.

## Producción
Desde hace algunos años se está desarrollando una segunda película de Red Sonja. En 2008, Robert Rodríguez y su productora Troublemaker Studios estaban trabajando en una versión que habría protagonizado Rose McGowan como el personaje principal. Sin embargo, en 2009, el proyecto de Rodríguez había sido descartado y, en febrero de 2010, los titulares de los derechos, Nu Image, anunciaron que estaban avanzando con otra nueva película proyectada, que sería dirigida por Simon West. El productor Avi Lerner dijo que le gustaría ver a Amber Heard asumir el papel de Sonja, después de haber trabajado con ella en Drive Angry. Lerner dijo que la película se rodaría antes de la secuela de Conan el Bárbaro.
En agosto de 2012, en el estreno de The Expendables 2, West dijo que la película todavía estaba en marcha y que se estrenaría pronto. A fecha de 26 de febrero de 2015 estaba previsto que Christopher Cosmos escribiese el guion a partir de un borrador. Según Deadline, Millennium Films financiaría y produciría una nueva película de Red Sonja con Avi Lerner y Joe Gatta produciendo junto con Mark Canton y Courtney Solomon de Cinelou Films y escrita por Ashley Miller.
En octubre de 2018 se confirmó que Bryan Singer dirigiría la película. El 11 de febrero de 2019, Millennium Films anunció que Red Sonja ya no estaba en su lista de películas, debido a las recientes acusaciones de agresión sexual contra Singer. En marzo de 2019 Lerner sacó a Singer del proyecto porque no pudo conseguir un distribuidor nacional. En junio de 2019, Joey Soloway firmó para escribir, dirigir y producir la película.
En febrero de 2021, contrataron a Tasha Huo para escribir el guion con Soloway y el casting estaba listo para comenzar. En mayo, Hannah John-Kamen fue elegida para el papel principal. En marzo de 2022, John-Kamen y Soloway abandonaron el proyecto, y M. J. Bassett reemplazó a Soloway como directora. Ese agosto, Millennium confirmó que la película había comenzado la producción en Sofía, Bulgaria, con Matilda Lutz interpretando el papel principal. En septiembre de 2022 se confirmó que Oliver Trevena interpretaría el papel de Tr'aal.
En octubre de 2022, Rhona Mitra fue elegida para un papel no revelado, mientras que Trevena abandonó la película debido a conflictos de agenda. En noviembre de 2022, Veronica Ferres fue elegida como Ashera y como la madre de Red Sonja. El 12 de noviembre de 2022 se informó que el rodaje había estado en marcha durante dos semanas en estudios en el suburbio Thermi de Tesalónica, Grecia, y que la postproducción también se completaría allí.
En febrero de 2023, Kate Nichols, Katrina Durden, Manal El-Feitury y Danica Davis fueron elegidas para papeles no revelados, mientras que se reveló que Alison McCosh y Clint Wallace eran la diseñadora de vestuario y el diseñador de producción, respectivamente.
La película está basada en la versión del personaje de Dynamite Entertainment. Estos cómics introdujeron un concepto en el que la Sonja original de Marvel Comics fue asesinada y reemplazada por la "reencarnación" de Dynamite. Luke Lieberman se desempeñará como productor de Red Sonja LLC, mientras que Nick Barrucci se desempeñará como productor ejecutivo de Dynamite Entertainment.

## Lanzamiento
En julio de 2023, se citó al productor de la película, Luke Lieberman, diciendo que se espera que la película "se estrene en el primer o segundo trimestre de 2024".
Un avance debutó en la Comic-Con de San Diego de 2023, para conmemorar el 50 aniversario del personaje.